# Mikizetes oglasae
Mikizetes oglasae är en kvalsterart som först beskrevs av Bernini 1979.  Mikizetes oglasae ingår i släktet Mikizetes och familjen Zetomotrichidae. Inga underarter finns listade i Catalogue of Life.